# Jorsale
Jorsale è un piccolo villaggio del Nepal orientale, nella zona amministrativa di Sagarmatha, posto ai piedi dell'Himalaya a 2.740 metri di altitudine. Si trova appena a nord di Monjo e a sud di Namche Bazar, sulla riva destra del fiume Dudh Kosi.
Il sentiero inizia a Lukla e Jorsale è l'ultimo paese prima di Namche Bazar, la sosta principale per alpinisti nel loro cammino verso il Monte Everest nel Sagarmatha National Park, per i sentieri che attraversano Gokyo e Tengboche. Dal 1979, Il parco è classificato dall'UNESCO come Patrimonio dell'umanità.
La funzione principale del paese è quella di sostenere l'industria del turismo e, come tale, è costituito da un certo numero di piccoli alberghi, ostelli e una panetteria.